# Grand Prix automobile de Bahreïn 2013
GP précédent GP suivant
Le Grand Prix automobile de Bahreïn 2013 (2013 Formula 1 Gulf Air Bahrain Grand Prix), disputé le 21 avril 2013 sur le circuit international de Sakhir, est la 882e épreuve du championnat du monde de Formule 1 courue depuis 1950. Il s'agit de la neuvième édition du Grand Prix de Bahreïn comptant pour le championnat du monde de Formule 1 et de la quatrième manche du championnat 2013.
En qualifications, le samedi, Fernando Alonso domine la première manche puis, en deuxième manche, Sebastian Vettel réalise la meilleure performance. Nico Rosberg, au volant de sa Mercedes, obtient finalement la deuxième pole position de sa carrière. Sur la grille de départ, il est accompagné par Vettel en première ligne, suivi des Ferrari d'Alonso et de Felipe Massa.
Lewis Hamilton, quatrième des qualifications, est pénalisé de cinq places sur la grille pour cause d'intervention technique sur sa monoplace après les essais libres; de la même façon, Mark Webber, cinquième des qualifications, est relégué en quatrième ligne, sanctionné à la suite de son accrochage avec Jean-Éric Vergne lors du Grand Prix de Chine. Les Force India de Paul di Resta et d'Adrian Sutil en bénéficient pour s'élancer de la troisième ligne.
Le dimanche, la course se résume à cavalier seul de Sebastian Vettel, qui lui permet d'obtenir sa deuxième victoire de la saison, la vingt-huitième de sa carrière, et d'augmenter son avance en tête du championnat 2013. Vettel se porte en tête au troisième tour pour ne plus la quitter. 
Plus loin, les dépassements se multiplient : la bataille pour les places d'honneur est très intense. Fernando Alonso n'est pas en mesure d'y participer, victime d'un problème de DRS bloqué en position ouverte, l'obligeant à effectuer deux arrêts en début de course. Finalement, les deux Lotus émergent du peloton : Kimi Räikkönen est deuxième devant Romain Grosjean, pour un podium identique à celui de l'année précédente. 
Derrière, Paul di Resta, bien placé sur la grille de départ, obtient le meilleur résultat de sa carrière en Formule 1. Il est suivi par Lewis Hamilton, Sergio Pérez, Mark Webber, Fernando Alonso, Nico Rosberg en délicatesse avec sa monoplace et Jenson Button qui prennent les points restants. 
Au classement des constructeurs, Red Bull Racing augmente son avance sur ses concurrents avec 109 points et devance Lotus (93 points), Ferrari (77 points) et Mercedes (64 points) ; suivent Force India (26 points), McLaren (23 points), Toro Rosso (7 points) et Sauber (5 points). Huit des onze écuries engagées au championnat ont marqué des points, Caterham, Marussia et Williams n'en ayant pas encore inscrit.

## Essais libres

### Première séance, le vendredi de 10 h à 11 h 30
| Pos. | Pilote           | Voiture              | Chrono         | Écart     |
| ---- | ---------------- | -------------------- | -------------- | --------- |
| 1    | Felipe Massa     | Ferrari              | 1 min 34 s 487 |           |
| 2    | Fernando Alonso  | Ferrari              | 1 min 34 s 564 | + 0 s 077 |
| 3    | Nico Rosberg     | Mercedes             | 1 min 34 s 621 | + 0 s 134 |
| 4    | Sebastian Vettel | Red Bull-Renault     | 1 min 34 s 790 | + 0 s 303 |
| 5    | Paul di Resta    | Force India-Mercedes | 1 min 34 s 949 | + 0 s 462 |
| 6    | Jenson Button    | McLaren-Mercedes     | 1 min 35 s 069 | + 0 s 582 |

- Heikki Kovalainen, pilote essayeur chez Caterham F1 Team, remplace Giedo van der Garde lors de cette séance d'essais.
- Rodolfo González, pilote essayeur chez Marussia F1 Team, remplace Jules Bianchi lors de cette séance d'essais.

La température ambiante est de 31 °C et la piste est à 39 °C au départ de la première séance d'essais libres du Grand Prix de Bahreïn. Si les pilotes prennent immédiatement la piste pour effectuer un premier tour d'installation, il faut attendre près d'une demi-heure pour que Nico Hülkenberg fixe le temps de référence en 1 min 42 s 500 sur une piste très poussiéreuse. Il améliore sa performance dès son second tour lancé, en 1 min 40 s 521. Son compatriote Nico Rosberg se plaint alors d'un problème de transmission et rentre aux stands,,.
Kimi Räikkönen améliore en deux temps (1 min 35 s 533 puis 1 min 35 s 345) mais cède sa place en tête à Jenson Button (1 min 35 s 305). Après quarante minutes, neuf pilotes seulement ont réalisé un tour chronométré et Adrian Sutil passe en tête en 1 min 35 s 119. Sebastian Vettel prend ensuite le commandement en deux temps (1 min 34 s 978 puis 1 min 34 s 790) ; Nico Rosberg réalise alors un tour lancé en 1 min 34 s 621.
Les pilotes Ferrari attendent toujours que la piste soit nettoyée par les autres pilotes. Dès son premier tour lancé, Fernando Alonso se hisse en tête en 1 min 34 s 564 puis son coéquipier Felipe Massa, à trente minutes de la fin de séance, établit le meilleur temps en 1 min 34 s 487,,.
Derrière les Ferrari, Nico Rosberg se classe troisième malgré son souci de transmission en début de séance. En fond de classement, Rodolfo Gonzalez n'a bouclé que sept tours avant de rentrer à cause d'un problème mécanique.

### Deuxième séance, le vendredi de 14 h à 15 h 30
| Pos. | Pilote           | Voiture              | Chrono         | Écart     |
| ---- | ---------------- | -------------------- | -------------- | --------- |
| 1    | Kimi Räikkönen   | Lotus-Renault        | 1 min 34 s 154 |           |
| 2    | Mark Webber      | Red Bull-Renault     | 1 min 34 s 184 | + 0 s 030 |
| 3    | Sebastian Vettel | Red Bull-Renault     | 1 min 34 s 282 | + 0 s 128 |
| 4    | Fernando Alonso  | Ferrari              | 1 min 34 s 310 | + 0 s 156 |
| 5    | Paul di Resta    | Force India-Mercedes | 1 min 34 s 543 | + 0 s 389 |
| 6    | Felipe Massa     | Ferrari              | 1 min 34 s 552 | + 0 s 398 |

La température ambiante est de 31 °C et la piste à 42 °C au départ de la deuxième séance d'essais libres. Comme lors de la première séance, les pilotes s'élancent rapidement sur une piste toujours très sale et glissante. Sergio Pérez fixe le temps de référence en 1 min 35 s 866 au bout de sept minutes,,.
Mark Webber améliore en 1 min 34 s 664 puis Fernando Alonso, en 1 min 34 s 317, passe en tête. Alors qu'il reste encore plus d'une heure d'essais, certains pilotes entrent piste en pneus tendres. Ainsi chaussé, Webber reprend la tête en 1 min 34 s 184 avant de s'incliner face à Kimi Räikkönen qui tourne en 1 min 34 s 154, lui aussi en pneus tendres. Romain Grosjean escalade durement un vibreur dans le virage no 13 et endommage son fond plat. Esteban Gutiérrez est victime d'une crevaison après avoir accroché l'aileron avant de la monoplace de Charles Pic lors d'une tentative de dépassement dans le virage no 8,,. 
À la mi-séance, tous les pilotes se lancent dans de longs relais pour préparer la course et plus personne ne cherche à battre le temps de Räikkönen jusqu'au drapeau à damier,,.

### Troisième séance, le samedi de 11 h à 12 h
| Pos. | Pilote           | Voiture          | Chrono         | Écart     |
| ---- | ---------------- | ---------------- | -------------- | --------- |
| 1    | Fernando Alonso  | Ferrari          | 1 min 33 s 247 |           |
| 2    | Sebastian Vettel | Red Bull-Renault | 1 min 33 s 348 | + 0 s 101 |
| 3    | Mark Webber      | Red Bull-Renault | 1 min 33 s 380 | + 0 s 133 |
| 4    | Kimi Räikkönen   | Lotus-Renault    | 1 min 33 s 446 | + 0 s 199 |
| 5    | Lewis Hamilton   | Mercedes         | 1 min 33 s 455 | + 0 s 208 |
| 6    | Romain Grosjean  | Lotus-Renault    | 1 min 33 s 464 | + 0 s 217 |

La température de l'air est de 31 °C et la piste est à 38 °C au départ de la dernière séance d'essais libres. Max Chilton est le premier en piste, juste devant Adrian Sutil puis tous les autres pilotes les rejoignent peu après l'ouverture de la piste, tous chaussés en pneus durs. Esteban Gutiérrez effectue un relai de six tours, fixe le temps de référence en 1 min 42 s 573 et l'améliore dans la foulée en 1 min 39 s 592,,.
Giedo van der Garde prend ensuite la tête en 1 min 37 s 281 puis son coéquipier Charles Pic (qui dispose de nouvelles évolutions sur sa monoplace) améliore à deux reprises (1 min 36 s 015 puis 1 min 35 s 911). Mark Webber tourne alors deux secondes plus vite (1 min 33 s 875), avec un peu plus de deux dixièmes d'avance sur Kimi Räikkönen, mais s'incline face à Romain Grosjean qui dispose d'un nouveau châssis (1 min 33 s 762 puis 1 min 33 s 464). Enfin, Sebastian Vettel passe en tête avec un tour effectué en 1 min 33 s 348,,. 
Alors qu'il reste une demi-heure avant la fin de la session, les premiers pilotes s'élancent en pneus tendres. Fernando Alonso, ainsi chaussé, part en tête-à-queue à la sortie du deuxième virage et traverse un bac à graviers : il rejoint son stand pour changer ses pneus et prend la tête en 1 min 33 s 247 à dix minutes du terme. Alors qu'il est sur un tour rapide, Vettel perd du temps derrière Pic dans le dernier virage et ne parvient pas à battre Alonso. Webber réalise le troisième temps devant Räikkönen et Grosjean,,. 
Max Chilton, victime d'un incendie de son SREC n'effectue que sept tours durant cette séance tandis que Lewis Hamilton, victime d'une crevaison à l'arrière gauche, rentre au ralenti ; la crevaison provoque finalement une casse de la suspension arrière gauche alors que la séance se termine,,.

## Séance de qualifications

### Résultats des qualifications

#### Session Q1
La température de l'air est de 34 °C et celle de la piste est à 42 °C au départ de la séance qualificative du Grand Prix de Bahreïn. À l'issue de cette qualification, Lewis Hamilton et Esteban Gutiérrez seront pénalisés de cinq places sur la grille de départ, Mark Webber recevant une pénalité de trois places,,
Les pilotes ne se bousculent pas pour prendre la piste à son ouverture car le vent dépose beaucoup de sable sur le bitume. Le premier temps de référence est réalisé par Nico Hülkenberg en 1 min 34 s 409. Jean-Éric Vergne améliore en 1 min 34 s 314, Nico Rosberg en 1 min 33 s 364 et Fernando Alonso en 1 min 32 s 878,,.
Les deux pilotes Red Bull Racing choisissent de tourner exclusivement avec leurs pneus tendres alors qu'Alonso a réalisé le meilleur temps avec ses pneus durs ; Les Lotus et les Mercedes ont également tourné uniquement en pneus durs,,.
Les six pilotes éliminés sont Giedo van der Garde et son coéquipier Charles Pic, Max Chilton et son coéquipier Jules Bianchi, Esteban Gutiérrez et Pastor Maldonado. Le Vénézuélien a réalisé exactement le même temps que son coéquipier Valtteri Bottas (1 min 34 s 425) mais après lui, ce qui entraîne son élimination,,.

#### Session Q2
Tous les pilotes choisissent de chausser les pneus tendres lors de cette phase de qualification, les pilotes Red Bull et McLaren les ayant déjà utilisé lors de la session précédente. Mark Webber est le premier pilote à effectuer un tour lancé et fixe le temps de référence en 1 min 33 s 907. Son coéquipier Sebastian Vettel le déloge alors en 1 min 33 s 471,,.
Paul di Resta, en pneus neufs, se porte ensuite en tête du classement avec un tour bouclé en 1 min 33 s 335, temps battu par Fernando Alonso (1 min 33 s 316) puis par Nico Rosberg (1 min 32 s 867). À l'exception des pilotes pointant en haut de la feuille des temps (Rosberg, Alonso, di Resta et Hamilton), tous les pilotes se relancent en piste en fin de session. Les McLaren Racing sont en difficulté : même Daniel Ricciardo, avec sa Scuderia Toro Rosso, devance les deux monoplaces de Button et Pérez. En toute fin de séance, Jenson Button arrache in extremis sa qualification pour la Q3,,. 
Sebastian Vettel est le seul à battre la performance de Rosberg en bouclant un tour en 1 min 32 s 746. Les six pilotes éliminés sont Jean-Éric Vergne, Valtteri Bottas, Nico Hülkenberg, Daniel Ricciardo, Sergio Pérez et Romain Grosjean,,.

#### Session Q3
Fernando Alonso, Nico Rosberg, Lewis Hamilton et Paul di Resta sont les premiers pilotes en piste, suivis peu après par Adrian Sutil. Rosberg prend la tête en 1 min 32 s 543 et devance, à l'issue de leur premier tour lancé, Alonso, Hamilton et di Resta, Sutil rentrant au stand sans avoir bouclé de tour,,.
À moins de trois minutes de la fin de séance, tous les pilotes prennent la piste, Felipe Massa étant le seul en pneus durs. Personne ne réussit à améliorer le temps de Rosberg, sauf lui-même qui tourne en 1 min 32 s 330. L'Allemand réalise ainsi la deuxième pole position de sa carrière en Formule 1. Sebastian Vettel prend la deuxième place, Fernando Alonso est troisième, accompagné de son coéquipier Felipe Massa sur la deuxième ligne de la grille de départ malgré son 6e chrono en qualifications. Le pilote brésilien bénéficie de la rétrogradation au 9e rang de Lewis Hamilton, sanctionné pour intervention technique sur sa Mercedes lors des essais libres du matin, et de celle de Mark Webber, qui recule pour sa part de trois places à la suite de son accrochage avec Jean-Éric Vergne au GP de Chine. Les deux Force India de Paul Di Resta et Adrian Sutil se retrouvent par conséquent en troisième ligne pour le départ du Grand Prix,,.

### Grille de départ
| Pos.                                                                                      | Pilote              | Écurie               | Qualifications 1 | Qualifications 2 | Qualifications 3 |
| ----------------------------------------------------------------------------------------- | ------------------- | -------------------- | ---------------- | ---------------- | ---------------- |
| 1                                                                                         | Nico Rosberg        | Mercedes             | 1 min 33 s 364   | 1 min 32 s 867   | 1 min 32 s 330   |
| 2                                                                                         | Sebastian Vettel    | Red Bull-Renault     | 1 min 33 s 327   | 1 min 32 s 746   | 1 min 32 s 584   |
| 3                                                                                         | Fernando Alonso     | Ferrari              | 1 min 32 s 878   | 1 min 33 s 316   | 1 min 32 s 667   |
| 4                                                                                         | Lewis Hamilton      | Mercedes             | 1 min 33 s 498   | 1 min 33 s 346   | 1 min 32 s 762   |
| 5                                                                                         | Mark Webber         | Red Bull-Renault     | 1 min 33 s 966   | 1 min 33 s 098   | 1 min 33 s 078   |
| 6                                                                                         | Felipe Massa        | Ferrari              | 1 min 33 s 780   | 1 min 33 s 358   | 1 min 33 s 207   |
| 7                                                                                         | Paul di Resta       | Force India-Mercedes | 1 min 33 s 762   | 1 min 33 s 335   | 1 min 33 s 235   |
| 8                                                                                         | Adrian Sutil        | Force India-Mercedes | 1 min 34 s 048   | 1 min 33 s 378   | 1 min 33 s 246   |
| 9                                                                                         | Kimi Räikkönen      | Lotus-Renault        | 1 min 33 s 827   | 1 min 33 s 146   | 1 min 33 s 327   |
| 10                                                                                        | Jenson Button       | McLaren-Mercedes     | 1 min 34 s 071   | 1 min 33 s 702   | Pas de temps     |
| 11                                                                                        | Romain Grosjean     | Lotus-Renault        | 1 min 33 s 498   | 1 min 33 s 762   |                  |
| 12                                                                                        | Sergio Pérez        | McLaren-Mercedes     | 1 min 34 s 310   | 1 min 33 s 914   |                  |
| 13                                                                                        | Daniel Ricciardo    | Toro Rosso-Ferrari   | 1 min 34 s 120   | 1 min 33 s 974   |                  |
| 14                                                                                        | Nico Hülkenberg     | Sauber-Ferrari       | 1 min 34 s 409   | 1 min 33 s 976   |                  |
| 15                                                                                        | Valtteri Bottas     | Williams-Renault     | 1 min 34 s 425   | 1 min 34 s 105   |                  |
| 16                                                                                        | Jean-Éric Vergne    | Toro Rosso-Ferrari   | 1 min 34 s 314   | 1 min 34 s 284   |                  |
| 17                                                                                        | Pastor Maldonado    | Williams-Renault     | 1 min 34 s 425   |                  |                  |
| 18                                                                                        | Esteban Gutiérrez   | Sauber-Ferrari       | 1 min 34 s 730   |                  |                  |
| 19                                                                                        | Charles Pic         | Caterham-Renault     | 1 min 35 s 283   |                  |                  |
| 20                                                                                        | Jules Bianchi       | Marussia-Cosworth    | 1 min 36 s 178   |                  |                  |
| 21                                                                                        | Giedo van der Garde | Caterham-Renault     | 1 min 36 s 304   |                  |                  |
| 22                                                                                        | Max Chilton         | Marussia-Cosworth    | 1 min 36 s 476   |                  |                  |
| Temps minimal à réaliser pour la qualification : 1 min 39 s 379 (107 % de 1 min 32 s 878) |                     |                      |                  |                  |                  |

- Lewis Hamilton a été victime d'une crevaison lors de la dernière séance d'essais libres. Cette crevaison provoque la casse de sa suspension ainsi que des problèmes de boîte de vitesses. L'équipe préfère donc changer sa boîte, ce qui entraîne une pénalité de cinq places sur la grille de départ. Qualifié en quatrième position, il s'élance depuis la neuvième place[21].
- Mark Webber est sanctionné d'un recul de trois places sur la grille de départ pour avoir percuté Jean-Éric Vergne lors du Grand Prix précédent. Qualifié en cinquième position, il s'élance depuis la septième place[22].
- Esteban Gutiérrez est sanctionné d'un recul de cinq places sur la grille de départ pour avoir percuté Adrian Sutil lors du Grand Prix précédent et avoir ainsi provoqué son abandon. Qualifié en dix-huitième position, il s'élance depuis la vingt-deuxième et dernière place[23].

## Course

### Déroulement de l'épreuve

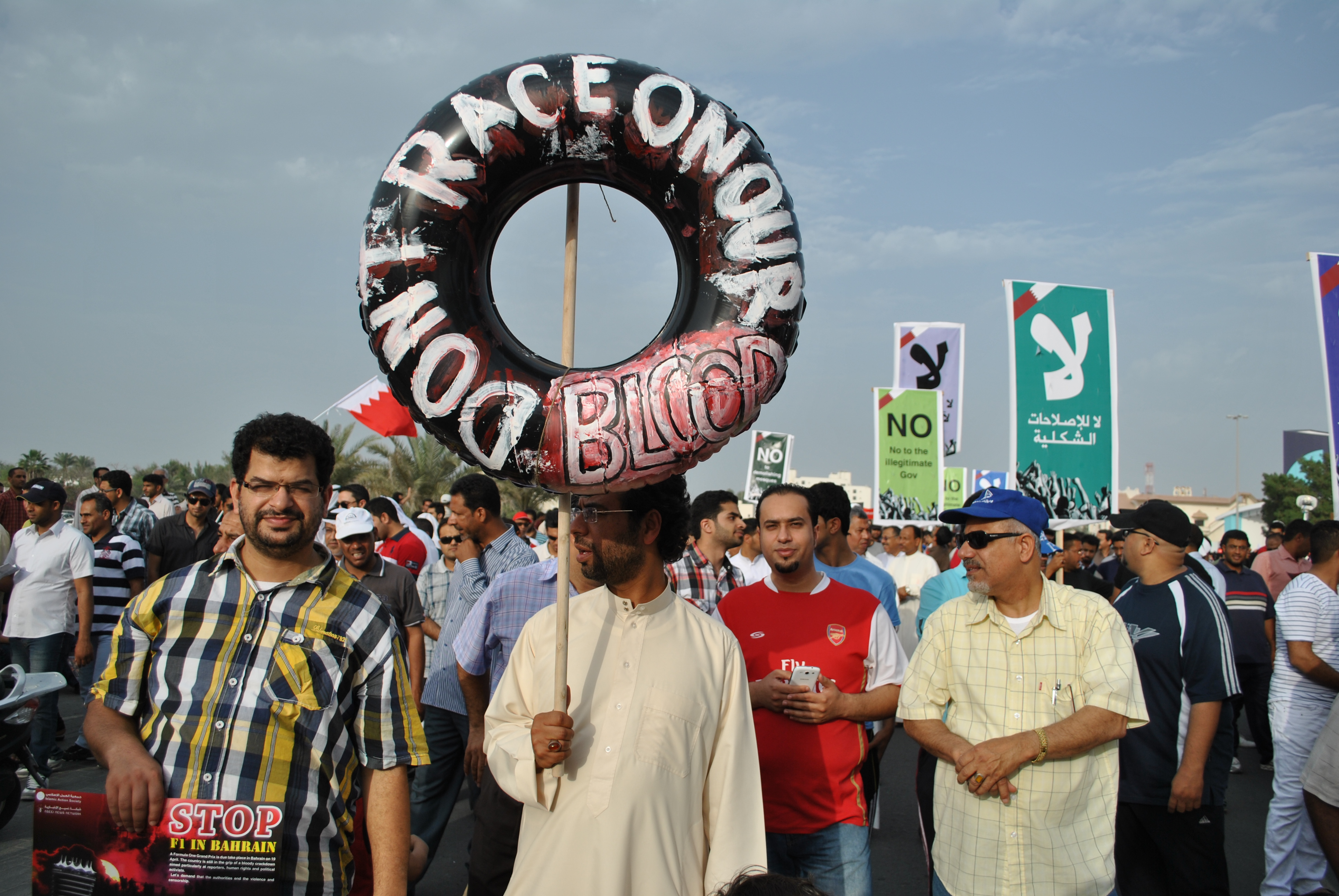
Le Grand Prix se déroule dans des conditions hostiles...

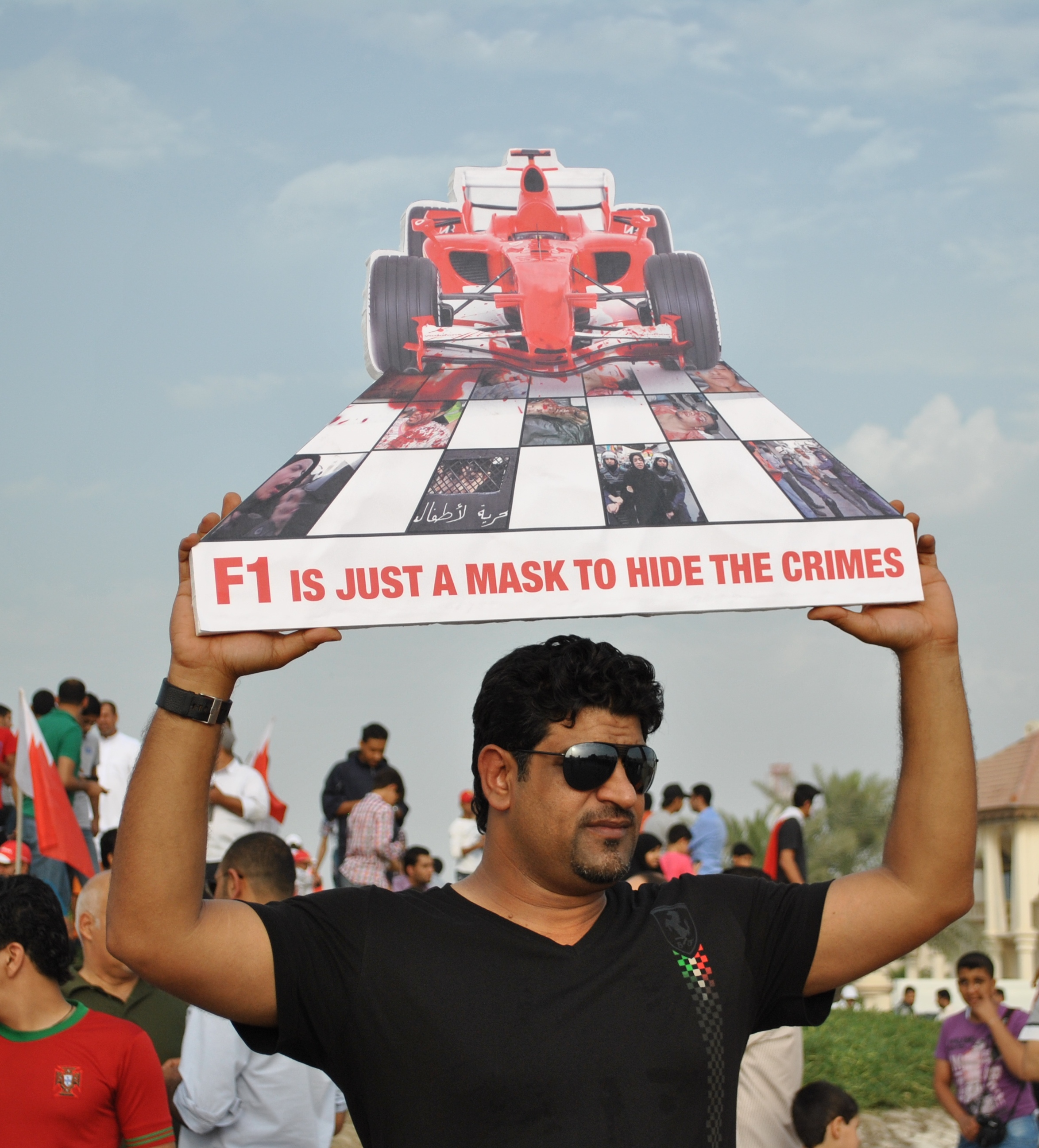
...des manifestations contre le régime politique sont organisées.

La température ambiante est de 29 °C et la piste à 41 °C au départ du Grand Prix, Nico Rosberg est en pole position pour la deuxième fois de sa carrière et Sebastian Vettel à son côté en première ligne ; la deuxième ligne est occupée par les deux Ferrari de Fernando Alonso et Felipe Massa et la troisième par les deux Force India de Paul di Resta et Adrian Sutil. Parmi les six premiers, seul Massa est en pneus durs, tout comme, plus loin, Jenson Button, Romain Grosjean, Nico Hülkenberg, Valtteri Bottas, Jean-Éric Vergne et Esteban Gutiérrez,,.
À l'extinction des feux, Rosberg est contraint de défendre sa position face à Vettel en se rabattant vers le muret des stands : cette brèche est exploitée par Alonso qui passe Vettel. Rosberg vire en tête au premier freinage tandis que Fernando Alonso et Sebastian Vettel se passent et se repassent, le dernier mot revenant à l'Allemand. Au premier passage sur la ligne de chronométrage, Rosberg devance Vettel, Alonso, di Resta, Massa, Mark Webber, Kimi Räikkönen, Button, Pérez, Lewis Hamilton, Grosjean, Hülkenberg et Daniel Ricciardo. Plus loin, Gutiérrez et Sutil sont impliqués dans un accrochage peu après le départ,,.
Sebastian Vettel fond sur Nico Rosberg et dépasse sans coup férir la Mercedes de tête dans le troisième tour pour s'emparer de la première place. Alonso double également Rosberg dès le tour suivant, dans la ligne droite, mais l'Allemand reprend l'avantage au freinage. Toutefois, Alonso repasse son rival dans le cinquième tour. Au sixième passage, Vettel précède Alonso de 3 secondes, di Resta de 4 s et Rosberg de 5 s ; suivent Massa, Webber, Button, Pérez, Räikkönen et Grosjean,,.
Au septième tour, Alonso est rappelé à son stand car son aileron arrière mobile est bloqué en position ouverte depuis un tour entier et il risque d'être arrêté sur drapeau noir et disqualifié. Il s'arrête changer ses pneumatiques pendant que ses mécaniciens tentent de résoudre son souci de DRS. De retour en piste, l'ailette mobile s'ouvre à nouveau et l'Espagnol est obligé de faire un nouveau passage par son stand où les mécaniciens la bloquent définitivement : Alonso ne pourra plus utiliser son DRS pendant le reste de l'épreuve,,.
Webber et Grosjean changent leurs pneumatiques au huitième tour (en même temps qu'Alonso), Rosberg, Button, Ricciardo et Jules Bianchi au suivant, Vettel, Massa, Pérez, Hamilton, Pastor Maldonado et Max Chilton au dixième (pendant que Vettel prend un tour à Alonso), Charles Pic au suivant, Hülkenberg au douzième, Bottas, di Resta, Van der Garde et Räikkönen entre le treizième et le seizième tour. Au dix-septième passage Vettel devance son coéquipier Webber, Rosberg, Button, Grosjean, Pérez, di Resta, Hamilton, Hülkenberg, Räikkönen, Maldonado et Alonso. Massa rentre alors au stand au ralenti avec une crevaison à l'arrière droit tandis que Vergne abandonne à la suite d'un contact,,.
Au dix-neuvième passage, Vettel compte 12 secondes d'avance sur Webber, 17 s sur Rosberg et 18 s sur le duo Button/Grosjean. Rosberg et Pérez changent leurs pneus au vingtième tour, Webber et Button au suivant, Hamilton et Bianchi au vingt-deuxième, Alonso au vingt-quatrième, Vettel et Ricciardo au vingt-cinquième, Hülkenberg au suivant et Grosjean au vingt-septième. Vettel mène la course devant di Resta, Räikkönen et Webber qui précèdent les deux pilotes McLaren Racing, Button et Pérez, en lutte pour la cinquième place qui se touchent à plusieurs reprises,,.
Rosberg change de pneus au trente-troisième tour, Räikkönen et Button au suivant, di Resta, Massa (victime d'une seconde crevaison) et Bianchi au trente-sixième tour et Webber au suivant (en reprenant la piste, l'Australien percute Rosberg). Hamilton passe par son stand au trente-huitième tour, Pérez et Alonso au suivant. En tête de course, Vettel possède désormais une avance confortable sur ses rivaux et se dirige vers sa deuxième victoire de la saison : Grosjean et Räikkönen suivent à trente secondes à 15 tours de l'arrivée et devancent di Resta, Webber, Button, Rosberg, Hamilton, Pérez et Alonso,,.
Sebastian Vettel effectue son dernier arrêt au quarante-deuxième passage, reprend la piste en tête et réalise le meilleur tour en course dans sa cinquante-cinquième boucle. Romain Grosjean rentre également et reprend la piste à la sixième place. Rosberg s'arrête pour la quatrième fois au quarante-quatrième tour et Button deux tours plus tard. À quatre tours de l'arrivée, Romain Grosjean s'empare de la troisième place au détriment de Paul di Resta alors que Lewis Hamilton effectue une série de dépassements dans les derniers tours pour terminer cinquième,,.
Sebastian Vettel remporte son deuxième Grand Prix de la saison, devant Kimi Räikkönen et Romain Grosjean : c'est le même podium que l'année précédente ; suivent pour les points di Resta, qui obtient le meilleur résultat de sa carrière en Formule 1, Hamilton, Pérez, Webber, Alonso, Rosberg et Button,,.

### Classement de la course
| Pos. | no | Pilote              | Écurie               | Tours | Temps/Abandon                      | Grille | Points |
| ---- | -- | ------------------- | -------------------- | ----- | ---------------------------------- | ------ | ------ |
| 1    | 1  | Sebastian Vettel    | Red Bull-Renault     | 57    | 1 h 36 min 00 s 498 (192,632 km/h) | 2      | 25     |
| 2    | 7  | Kimi Räikkönen      | Lotus-Renault        | 57    | + 9 s 111                          | 8      | 18     |
| 3    | 8  | Romain Grosjean     | Lotus-Renault        | 57    | + 19 s 507                         | 11     | 15     |
| 4    | 14 | Paul di Resta       | Force India-Mercedes | 57    | + 21 s 727                         | 5      | 12     |
| 5    | 10 | Lewis Hamilton      | Mercedes             | 57    | + 35 s 230                         | 9      | 10     |
| 6    | 6  | Sergio Pérez        | McLaren-Mercedes     | 57    | + 35 s 998                         | 12     | 8      |
| 7    | 2  | Mark Webber         | Red Bull-Renault     | 57    | + 37 s 244                         | 7      | 6      |
| 8    | 3  | Fernando Alonso     | Ferrari              | 57    | + 37 s 574                         | 3      | 4      |
| 9    | 9  | Nico Rosberg        | Mercedes             | 57    | + 41 s 126                         | 1      | 2      |
| 10   | 5  | Jenson Button       | McLaren-Mercedes     | 57    | + 46 s 631                         | 10     | 1      |
| 11   | 16 | Pastor Maldonado    | Williams-Renault     | 57    | + 1 min 06 s 450                   | 17     |        |
| 12   | 11 | Nico Hülkenberg     | Sauber-Ferrari       | 57    | + 1 min 12 s 933                   | 14     |        |
| 13   | 15 | Adrian Sutil        | Force India-Mercedes | 57    | + 1 min 16 s 719                   | 6      |        |
| 14   | 17 | Valtteri Bottas     | Williams-Renault     | 57    | + 1 min 21 s 511                   | 15     |        |
| 15   | 4  | Felipe Massa        | Ferrari              | 57    | + 1 min 26 s 364                   | 4      |        |
| 16   | 19 | Daniel Ricciardo    | Toro Rosso-Ferrari   | 56    | + 1 tour                           | 13     |        |
| 17   | 20 | Charles Pic         | Caterham-Renault     | 56    | + 1 tour                           | 18     |        |
| 18   | 12 | Esteban Gutiérrez   | Sauber-Ferrari       | 56    | + 1 tour                           | 22     |        |
| 19   | 22 | Jules Bianchi       | Marussia-Cosworth    | 56    | + 1 tour                           | 19     |        |
| 20   | 23 | Max Chilton         | Marussia-Cosworth    | 56    | + 1 tour                           | 21     |        |
| 21   | 21 | Giedo van der Garde | Caterham-Renault     | 55    | + 2 tours                          | 20     |        |
| Abd. | 18 | Jean-Éric Vergne    | Toro Rosso-Ferrari   | 16    | Dommages après accrochage          | 16     |        |

### Pole position et record du tour
- Pole position :  Nico Rosberg (Mercedes Grand Prix) en 1 min 32 s 330 (211,017 km/h)[28].
- Meilleur tour en course :  Sebastian Vettel (Red Bull-Renault) en 1 min 36 s 961 (200,309 km/h) au cinquante-cinquième tour[29].

### Tours en tête
- Nico Rosberg : 2 tours (1-2)[30].
- Sebastian Vettel : 51 tours (3-10 / 15-57)
- Paul di Resta : 3 tours (11-13)
- Kimi Räikkönen : 1 tour (14)

## Classements généraux à l'issue de la course
| Pos. | Pilote           | Écurie               | Points |
| ---- | ---------------- | -------------------- | ------ |
| 1    | Sebastian Vettel | Red Bull-Renault     | 77     |
| 2    | Kimi Räikkönen   | Lotus-Renault        | 67     |
| 3    | Lewis Hamilton   | Mercedes             | 50     |
| 4    | Fernando Alonso  | Ferrari              | 47     |
| 5    | Mark Webber      | Red Bull-Renault     | 32     |
| 6    | Felipe Massa     | Ferrari              | 30     |
| 7    | Romain Grosjean  | Lotus-Renault        | 26     |
| 8    | Paul di Resta    | Force India-Mercedes | 20     |
| 9    | Nico Rosberg     | Mercedes             | 14     |
| 10   | Jenson Button    | McLaren-Mercedes     | 13     |
| 11   | Sergio Pérez     | McLaren-Mercedes     | 10     |
| 12   | Daniel Ricciardo | Toro Rosso-Ferrari   | 6      |
| 13   | Adrian Sutil     | Force India-Mercedes | 6      |
| 14   | Nico Hülkenberg  | Sauber-Ferrari       | 5      |
| 15   | Jean-Éric Vergne | Toro Rosso-Ferrari   | 1      |

| Pos. | Écurie               | Points |
| ---- | -------------------- | ------ |
| 1    | Red Bull-Renault     | 109    |
| 2    | Lotus-Renault        | 93     |
| 3    | Ferrari              | 77     |
| 4    | Mercedes             | 64     |
| 5    | Force India-Mercedes | 26     |
| 6    | McLaren-Mercedes     | 23     |
| 7    | Toro Rosso-Ferrari   | 7      |
| 8    | Sauber-Ferrari       | 5      |

## Statistiques
Le Grand Prix de Bahreïn 2013 représente :
- la 2e pole position de sa carrière pour Nico Rosberg[33] ;
- la 28e victoire de sa carrière pour Sebastian Vettel[34] ;
- la 36e victoire pour Red Bull Racing en tant que constructeur[35] ;
- la 154e victoire pour Renault en tant que motoriste[36] ;

Au cours de ce Grand Prix :
- Mark Webber prend son 200e départ en championnat du monde de Formule 1[37] et entre dans les points pour la 100e fois [38].
- Mika Salo (110 Grands Prix disputés entre 1994 et 2002, deux podiums et 33 points inscrits, double vainqueur des 24 Heures du Mans  en catégorie GT2) est nommé assistant des commissaires de course pour ce Grand Prix.
- Pour la 89e course consécutive (depuis le Grand Prix automobile de Grande-Bretagne 2008), un pilote allemand termine dans les points, ce qui constitue nouveau record. Le précédent était détenu par le Royaume-Uni entre le Grand Prix automobile des États-Unis 1960 et le Grand Prix automobile d'Italie 1969[39].